# Kopenske sile Ljudske osvobodilne vojske
Kopenske sile Ljudske osvobodilne vojske (kitajsko: 中国人民解放军陆军; pinjin: Zhōngguó Rénmín Jiěfàngjūn Lùjūn) so kopenska veja Ljudske osvobodilne vojske ter največja in najstarejša veja celotnih Kitajskih oboroženih sil. Izhajajo iz Kitajske Rdeče armade, ustanovljene leta 1927, vendar uradno niso bile ustanovljene do leta 1948.
Kitajske kopenske sile sestavlja pet poveljstev v teatrih: Zahodno, Osrednje, Južno, Severno in Vzhodno poveljstvo. V vseh petih teatrih je trinajst armadnih skupin v velikosti korpusa. Vsaka armada je sestavljena iz več brigad, ki so nadomestile prejšnje divizije. Armado sestavlja šest kombiniranih brigad in artilerijske brigade, brigade za zračno obrambo, letalske brigade, brigade za specialne operacije, podporne brigade in brigade za vzdrževanje. Pred reformo leta 2015 so Kitajske kopenske sile obsegale devet oklepnih divizij, petindvajset pehotnih divizij (mehaniziranih ali motoriziranih) in osem artilerijskih divizij.
Po letu 2000 so Kitajske kopenske sile doživele modernizacijo. Starejši glavni bojni tanki, kot je Tip 88 so bili nadomeščeni z novejšimi, kot sta Tip 96 in Tip 99, ki sta po bojnih sposobnostih bolj primerljiva s tujimi sodobnimi tanki.